# Урош Ніколіч (плавець)
Урош Ніколіч (20 липня 1996) — сербський плавець.
Учасник Олімпійських Ігор 2020 року, де в естафеті 4x100 метрів вільним стилем його збірна посіла 10-те місце і не потрапила до фіналу.